# Hroznětín
Město Hroznětín (německy Lichtenstadt) se nachází v okrese Karlovy Vary v Karlovarském kraji, asi devět kilometrů severně od Karlových Varů. Žije v něm přibližně 2 100 obyvatel.

## Název
Český název města je odvozen z osobního jména Hrozňata ve významu Hrozňatův dvůr a odkazuje na jeho zakladatele, kterým byl Hroznata z Ovence. Německý název Lichtenstadt vznikl spojením středněhornoněmeckých slov lieht (světlý) a stat (město) a jejich následným jazykovým vývojem. V historických pramenech se jméno města objevuje ve tvarech: Lichtenstat (1213), Lyhtenstat (1219), Hroznetyn (1268), de Hroznetino (1273), Lucidae civitatis (1282), Lucida civitas (1369–1405), Lichtenstat (1434), Hroznietin (1459) a Lichtenstadt a Hroznietjn (1785).

## Historie
První písemná zmínka o Hroznětíně pochází z roku 1213. V letech 1938 až 1945 byl Hroznětín v důsledku uzavření Mnichovské dohody přičleněn k nacistickému Německu.

## Přírodní poměry
Jihovýchodně od Hroznětína se nachází Krásný vrch (510 metrů) s povrchovým lomem. Postupně zde byly těženy různé suroviny – čedič na drcené kamenivo, bentonit pro slévárenství, uranová ruda a kaolin pro papírenskou a keramickou výrobu. Jedná se o významnou geologickou lokalitu, kaolinizované žuly karlovarského masivu v podloží Sokolovské pánve jsou zde překryty třetihorními uloženinami několika stratigrafických jednotek. Vrch je zbytkem malého sopečného kužele.

## Obyvatelstvo
Při sčítání lidu v roce 1921 ve městě žilo 1 786 obyvatel (z toho  mužů), z nichž bylo sedm Čechoslováků, 1 738 Němců a 41 cizinců. Výrazně převažovali římští katolíci (1 750 obyvatel), ale žilo zde také devatenáct evangelíků, šestnáct židů a jeden příslušník nezjišťovaných církví. Podle sčítání lidu z roku 1930 mělo město 1 971 obyvatel: čtrnáct Čechoslováků, 1 908 Němců, jednoho Žida, jednoho příslušníka jiné národnosti a 47 cizinců. Kromě římskokatolické většiny ve městě žilo 21 evangelíků, jeden příslušník církve československé, devět židů a šestnáct lidí bez vyznání.
| Rok            | 1869  | 1880  | 1890  | 1900  | 1910  | 1921  | 1930  | 1950  | 1961  | 1970  | 1980  | 1991  | 2001  | 2011  | 2021  |
| -------------- | ----- | ----- | ----- | ----- | ----- | ----- | ----- | ----- | ----- | ----- | ----- | ----- | ----- | ----- | ----- |
| Počet obyvatel | 1 738 | 1 731 | 1 907 | 2 212 | 2 056 | 1 786 | 1 971 | 1 018 | 1 065 | 1 319 | 1 244 | 1 300 | 1 344 | 1 423 | 1 439 |
| Počet domů     | 206   | 188   | 200   | 221   | 221   | 225   | 251   | 271   | 217   | 190   | 185   | 202   | 202   | 224   | 248   |

## Městská správa a politika
Od 23. ledna 2007 byl obci vrácen status města.

### Místní části
- Hroznětín
- Bystřice
- Odeř
- Ruprechtov
- Velký Rybník

### Městské symboly
Vlajka byla městu udělena rozhodnutím předsedy Poslanecké sněmovny Parlamentu České republiky dne 18. dubna 2014.

### Zastupitelstvo a starosta
Zastupitelstvo vzešlé z komunálních voleb v roce 2014 vede druhé volební období Martin Maleček. Starostou byl zvolen na kandidátce Sdružení nezávislých kandidátů I, která získala 48,8 % hlasů, Maleček sám získal ze všech kandidátů v Hroznětíně největší podporu a to 416 hlasů, což při volební účasti 762 voličů odpovídá 54,6 % důvěře voličů. V roce 2010 získal 429 hlasů z 699 hlasujících, což odpovídá 61,4 % voličské podpoře.

## Sport
V Hroznětíně působí sportovní klub Olympie Hroznětín, který v sobě zahrnuje oddíl fotbalu a tenisu. Jedním z významných fotbalových činitelů, který v minulosti působil v místním fotbalovém klubu byl Oldřich Chramosta, na jehož počest je každoročně pořádán fotbalový turnaj Memoriál Oldřicha Chramosty.

## Pamětihodnosti
- Kostel svatého Petra a Pavla

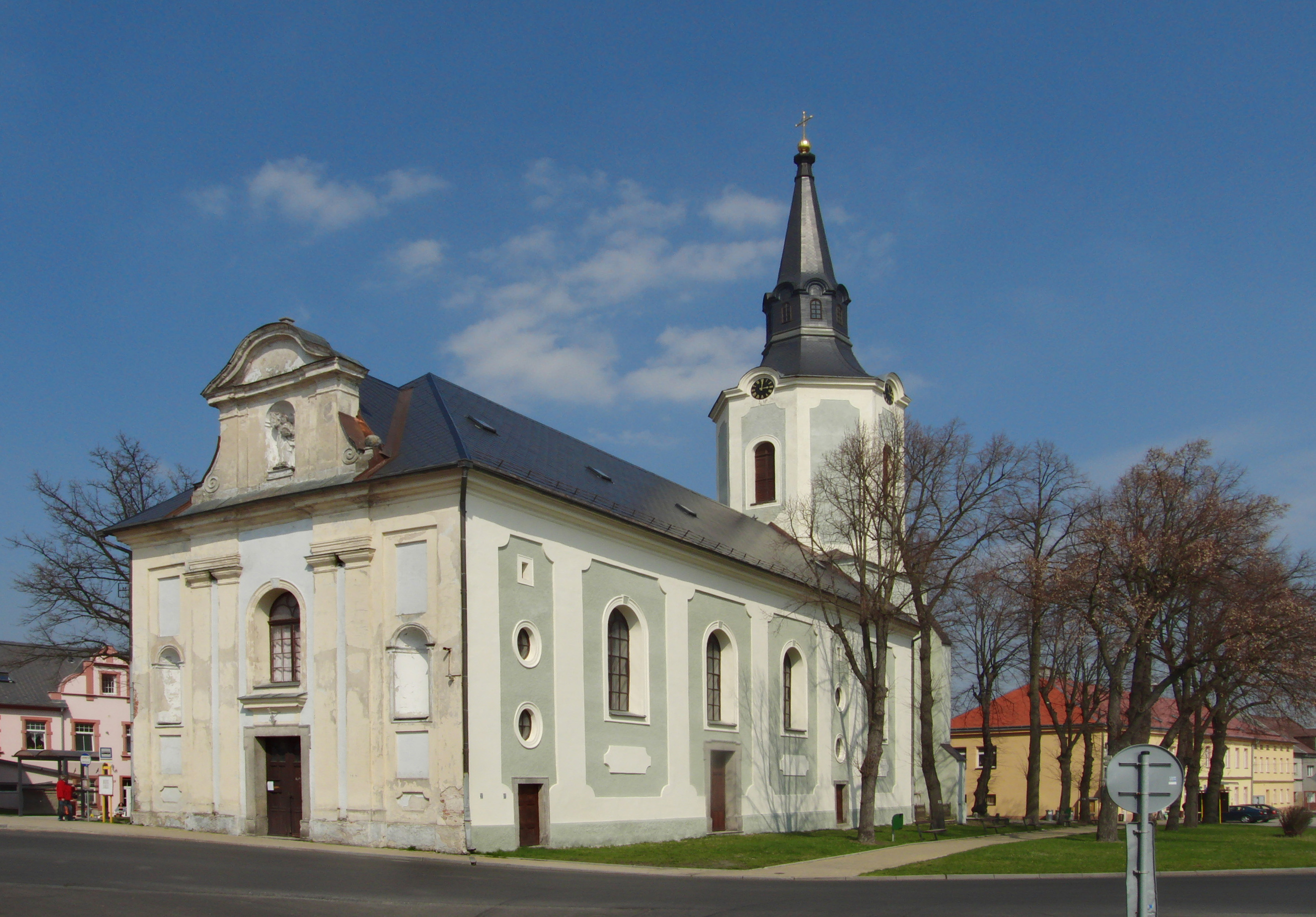
Kostel svatého Petra a Pavla

- Židovský hřbitov, zhruba jeden kilometr severozápadně od města. Hřbitov existoval pravděpodobně již v 15. století, odkdy je v Hroznětíně doloženo židovské osídlení. Za druhé světové války byl poničen. Na ploše 0,44 hektaru se dochovalo kolem 300 náhrobků, nejstarší z let 1684 a 1690.[15]
- Sousoší Panny Marie, svaté Alžběty a svatého Maxmiliána
- Sousoší svatého Jana Nepomuckého, svatého Floriána a svatého Šebestiána

## Rodáci
- Ludwig Löwenstein (1830–1901), podnikatel
- Arthur Maier (1870–1935), karlovarský výrobce porcelánu, hoteliér a sběratel umění
- Věra Nosková (*1947), spisovatelka a novinářka

## Partnerská města
- Zirndorf, Německo

## Galerie

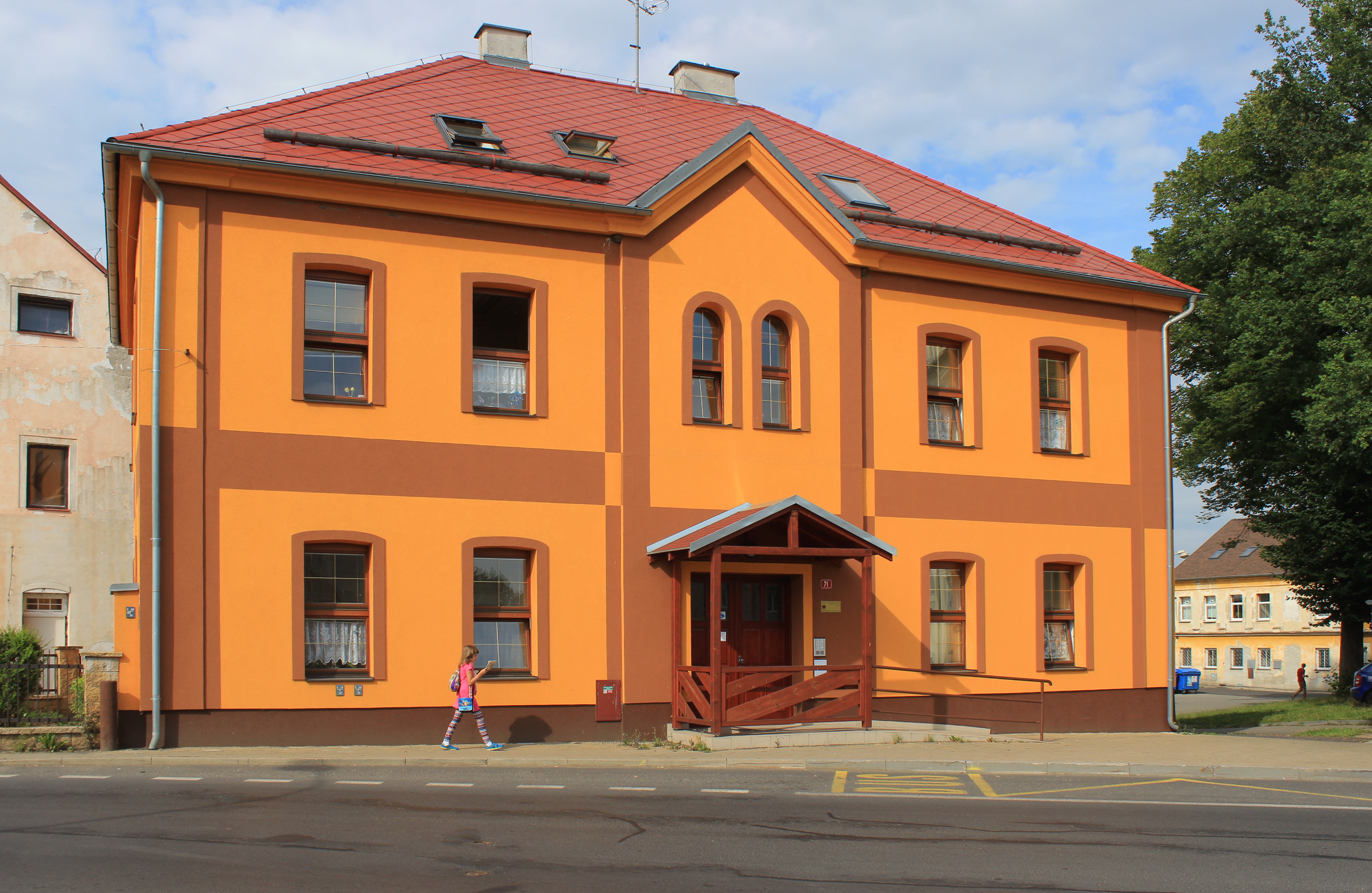
Bývalá škola
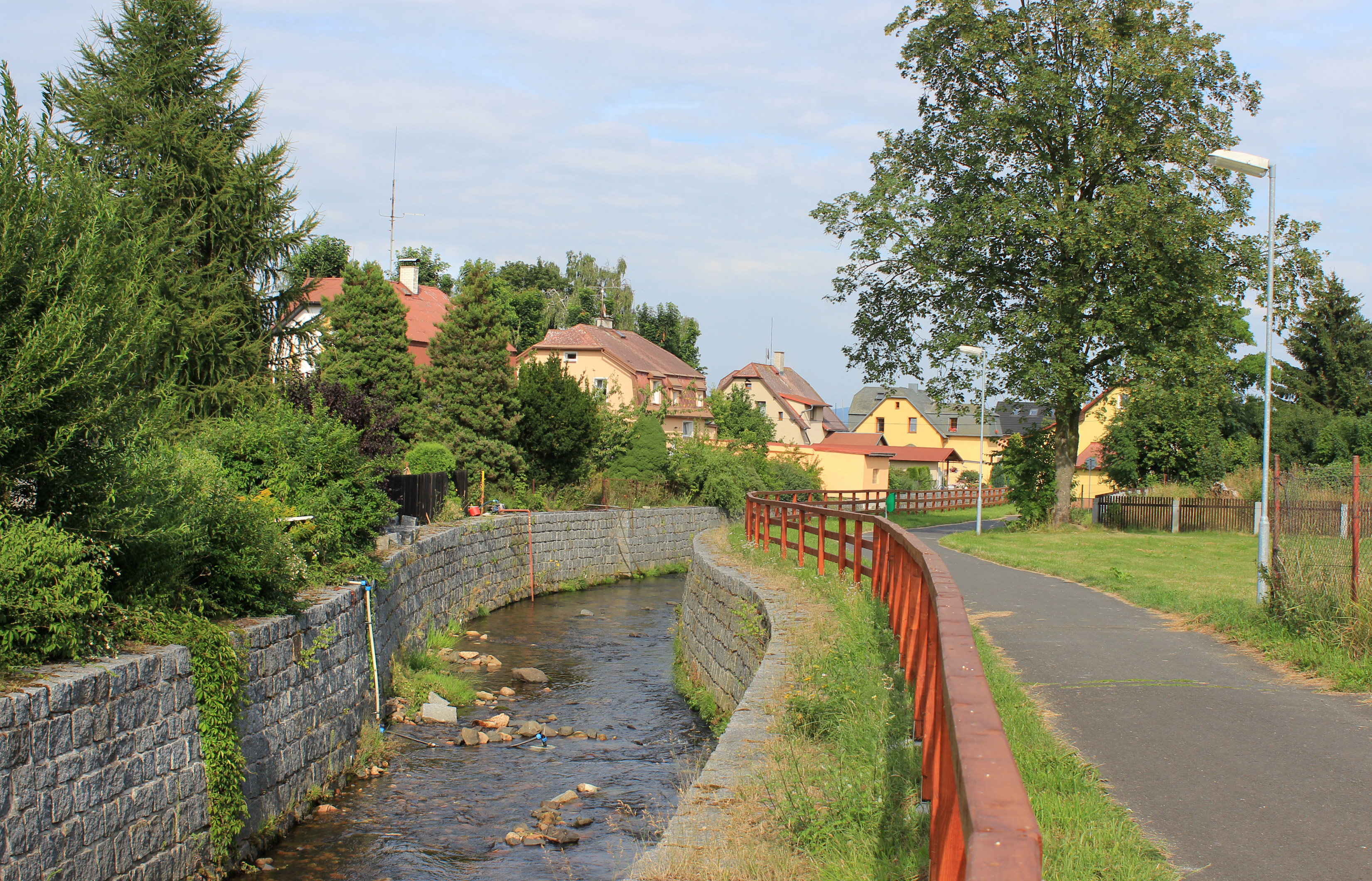
Říčka Bystřice
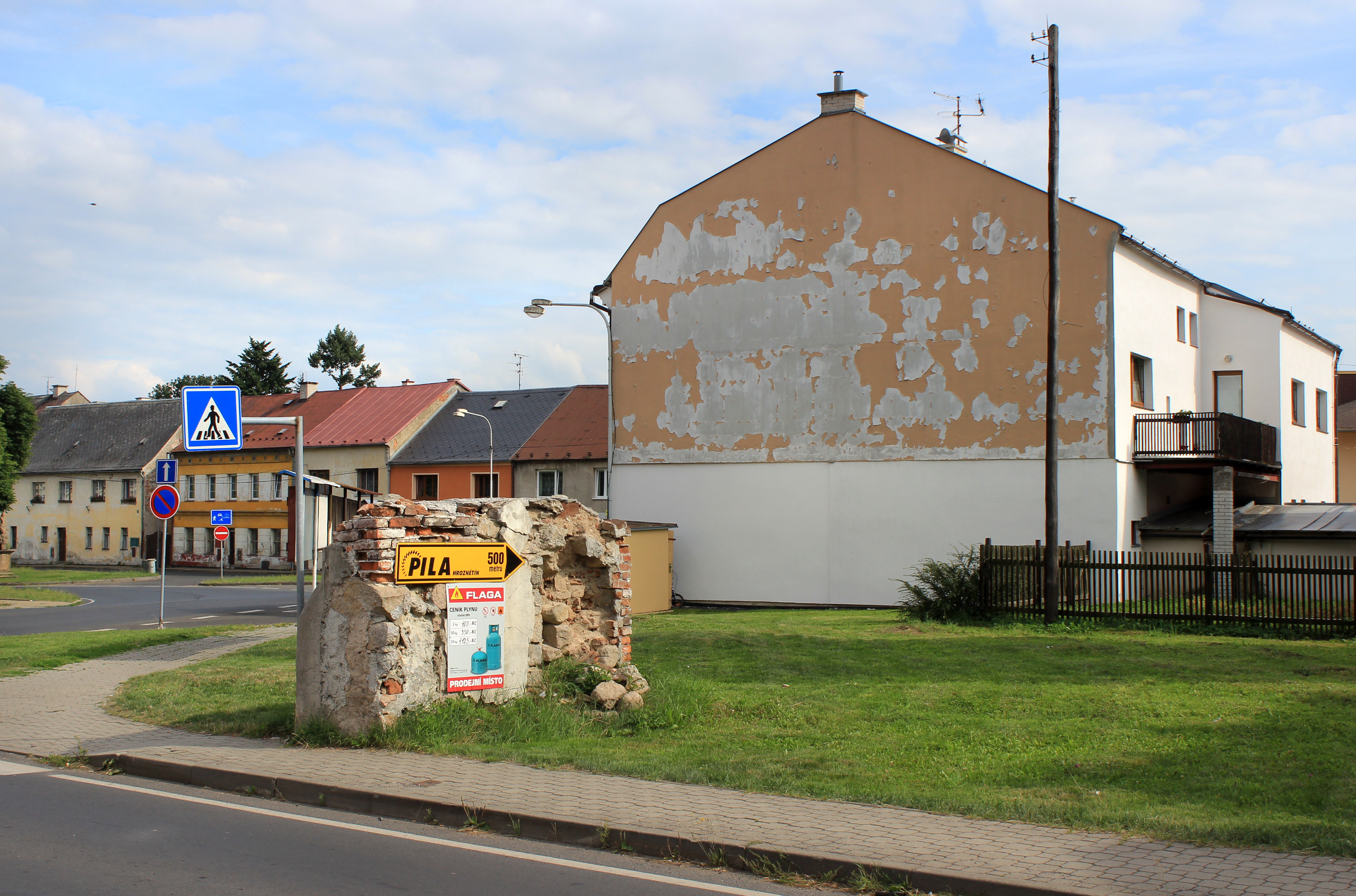
Ruiny u náměstí
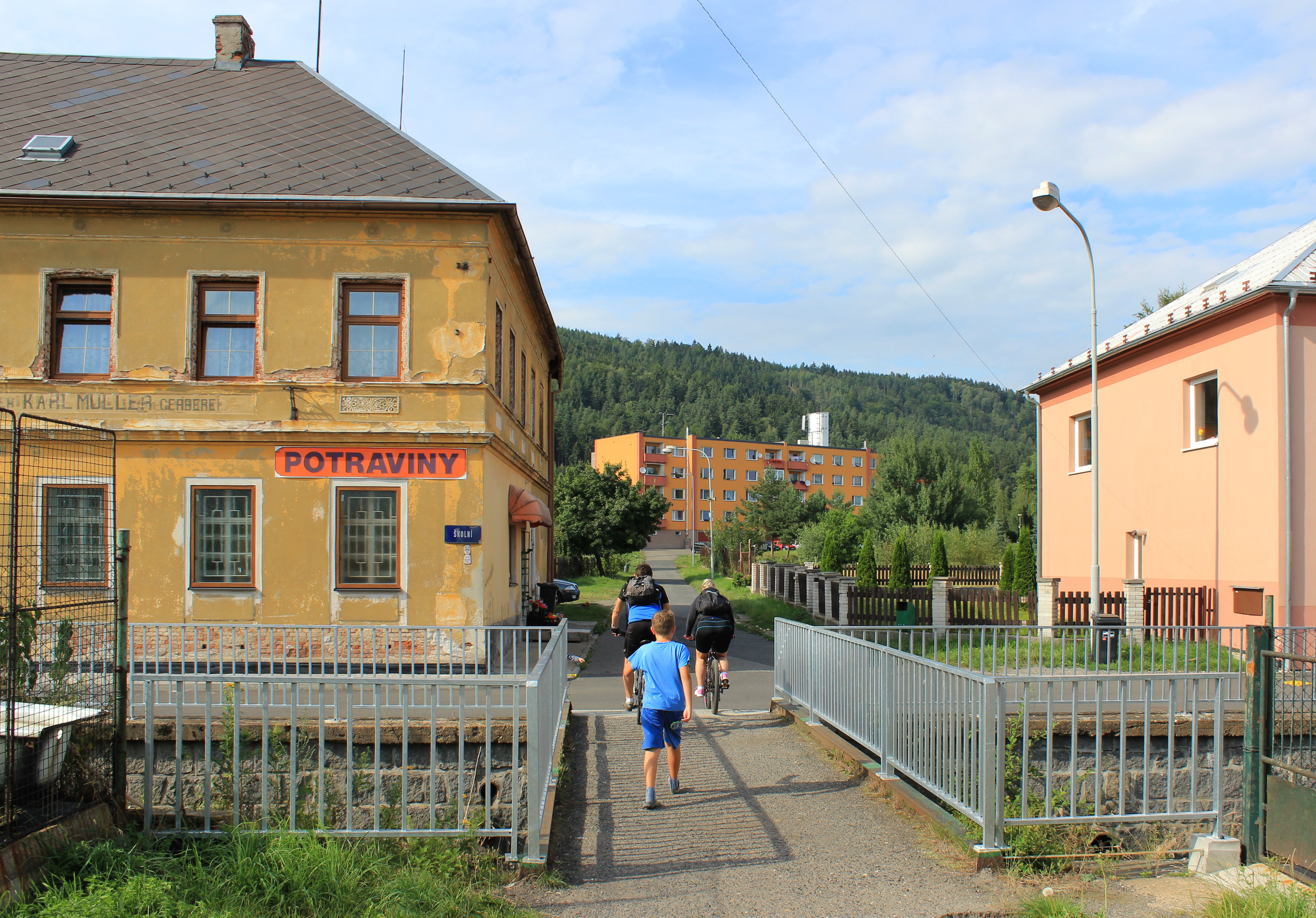
Cesta od náměstí k sídlišti